# ATI FireGL

ATI FireGL Emblem

FireGL ist ein Markenname der Firma Advanced Micro Devices (AMD) und vorher der Firma ATI Technologies für professionelle Grafikkarten und bezeichnet eine Serie professioneller 3D-Grafikkarten, welche für verschiedene Anwendungen aus den Bereichen CAD/CAM/CAE, Animation, Visualisierung, Simulation etc. zertifiziert sind. Für Spiele oder normale Büroanwendungen bringen diese Karten dagegen keinerlei Vorteile, obwohl sie wie ihre Radeon-Brüder auch Direct3D beherrschen. Im Jahre 2008 löste AMD die FireGL-Marke durch die FirePro-Marke ab.
ATI benutzt für die FireGL Produkte modifizierte Radeon-Grafikchips, bei denen durch besondere Beschaltung die GPU-ID geändert und vom Treiber spezielle Funktionen wie „AA lines“ freigeschaltet werden. Mit den FireGL-Grafikkarten konkurriert ATI mit der Quadro-Serie von NVIDIA und der inzwischen eingestellten Wildcat-Serie von 3DLabs.

## Geschichte

AMD DirectGMA

Ursprünglich stammte die FireGL-Serie von Diamond Multimedia. Der Name selbst wurde von den mit dem Zusatz Fire benannten professionellen Grafikkarten des nicht mehr existenten deutschen Grafikkartenpioniers Spea Software entlehnt, der zunächst Video7 aufgekauft hatte und später in Diamond aufging. Das GL in FireGL entlehnt sich aus dem Grafik-API OpenGL und soll den Bezug auf 3D-Beschleunigung herstellen. Im Bereich professioneller 2D-Anwendungen (Bildbearbeitung, Multihead-Lösungen für Börse, Medizin etc.) bietet ATI die FireMV-Varianten (MV = Multi View) an.
Die erste von ATI entwickelte FireGL-Karte war die FireGL 8700, welche auf der Radeon 8500 basiert. Die ebenfalls von ATI angebotenen FireGL 1/2/3/4 dagegen stammten designmäßig noch von Diamond Multimedia und verwendeten IBM Raster- und Geometrieprozessoren. Letztere waren reine OpenGL-Beschleuniger und besaßen nur sehr rudimentäre Direct3D-Unterstützung. Eine 64-bit-PCI-Version der FireGL 3 wurde von HP als FireGL-UX für die eigene HP 9000 Workstation-Serie angeboten, wo sie die doppelte Leistung der schnellsten VisualizeFX-Karte (VisualizeFX10 Pro) erbrachte. Die FireGL-UX war auch die letzte Grafikkarte für HP 9000-Workstations mit 64bit-PCI-Bus (PCI-X), in der letzten PA-RISC-Workstation HP c8000 kommen normale AGP-Versionen der FireGL T2, Z1, X1-256p und X2 zur Anwendung.

## Treiber
Die FireGL-Treiber der Radeon-basierten FireGL-Karten basieren auf den jeweils aktuellen Catalyst-Treibern. Während der Direct3D-Teil identisch mit den Catalyst-Treibern ist, wurde der OpenGL-Teil gegen eine auf professionelle Anwendungen optimierte Version ersetzt. Auch bietet das Control Panel bei FireGL-Karten deutlich weniger Einstellungen als bei Radeon-Grafikkarten. Dafür kann unter verschiedenen Profilen für viele professionelle Anwendungen gewählt werden, welche bestimmte Treibereinstellungen aktivieren. Treiber sind für Windows und Linux verfügbar. Anders als Nvidia bedient AMD den Macintosh-Markt nicht mit der FireGL-Reihe.

## FireGL Mobility
Neben den Desktop-Modellen gibt es auch noch als FireGL Mobility bezeichnete Mobilversionen, welche für den Einsatz in Notebooks konzipiert wurden und diverse Stromsparfunktionen besitzen. Dabei handelt es sich um prinzipiell zu den Radeon Mobility-Varianten identische GPUs. Anders als bei den Desktop-GPUs sind die Treiber bei Radeon Mobility und FireGL Mobility identisch.

## Modelle (unvollständig)

### Für Desktop-Computer

#### AGP-basiert

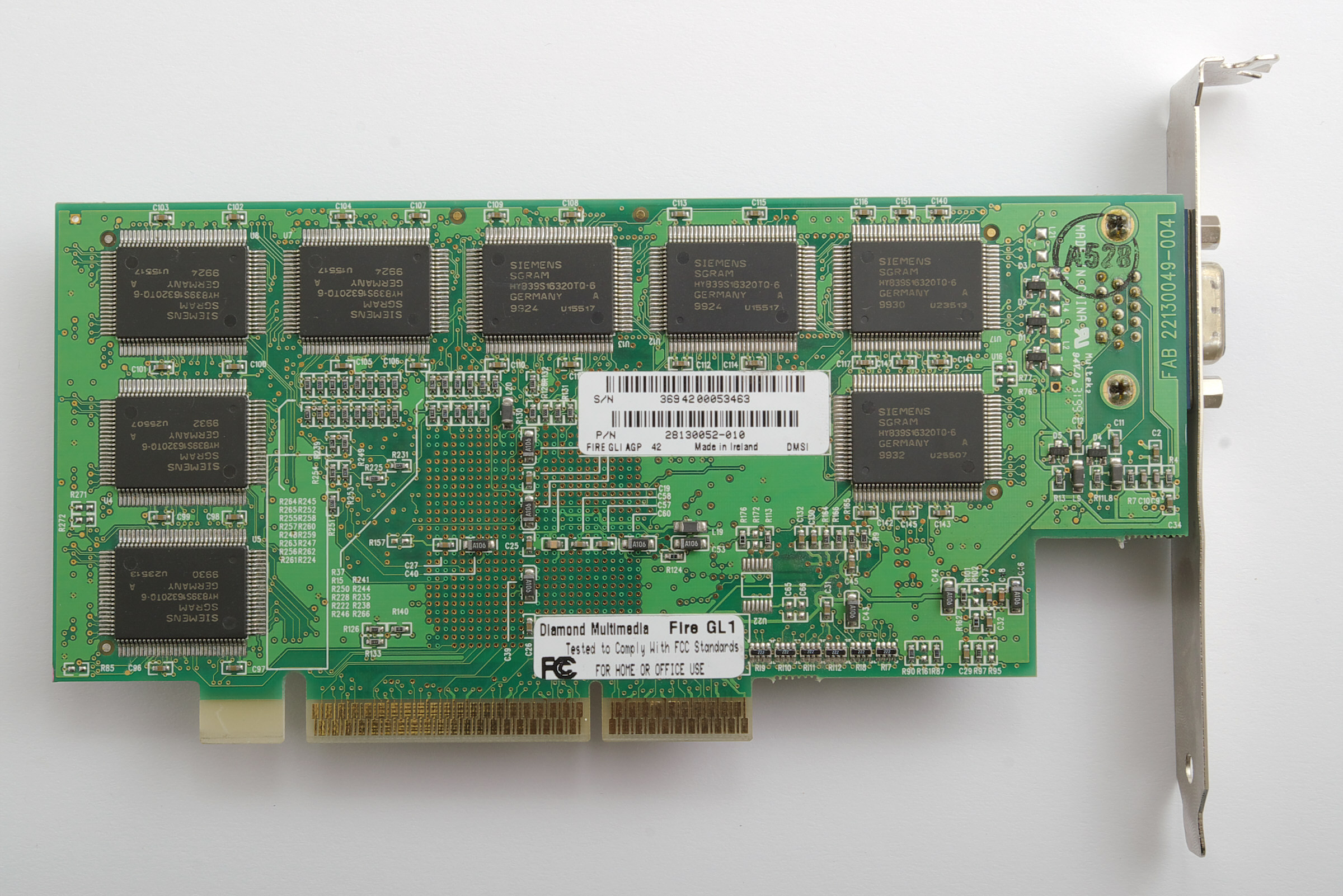
Diamond FireGL 1

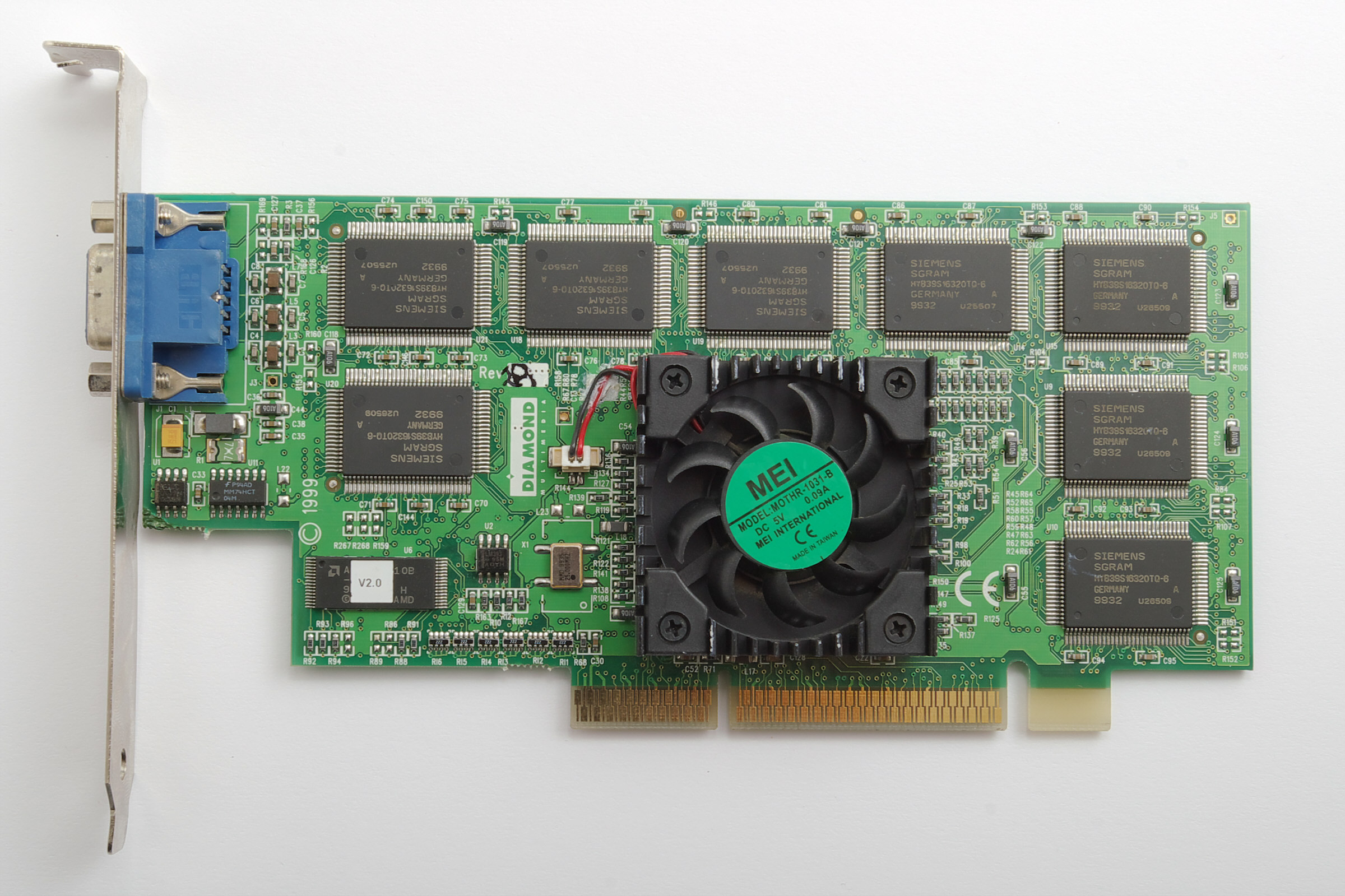
Diamond FireGL 1 Vorderseite

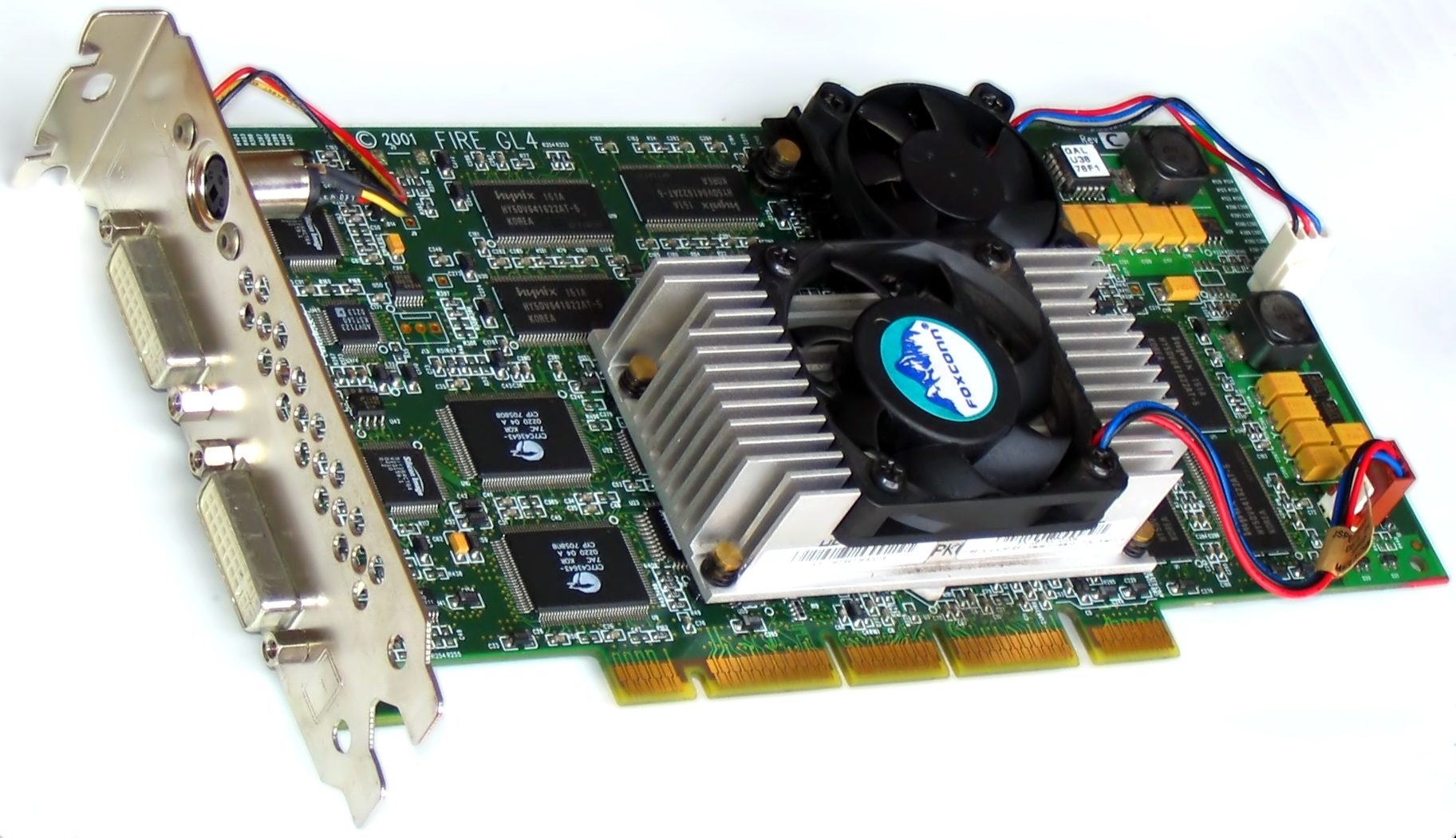
FireGL 4 mit AGP-Pro-Anschluss

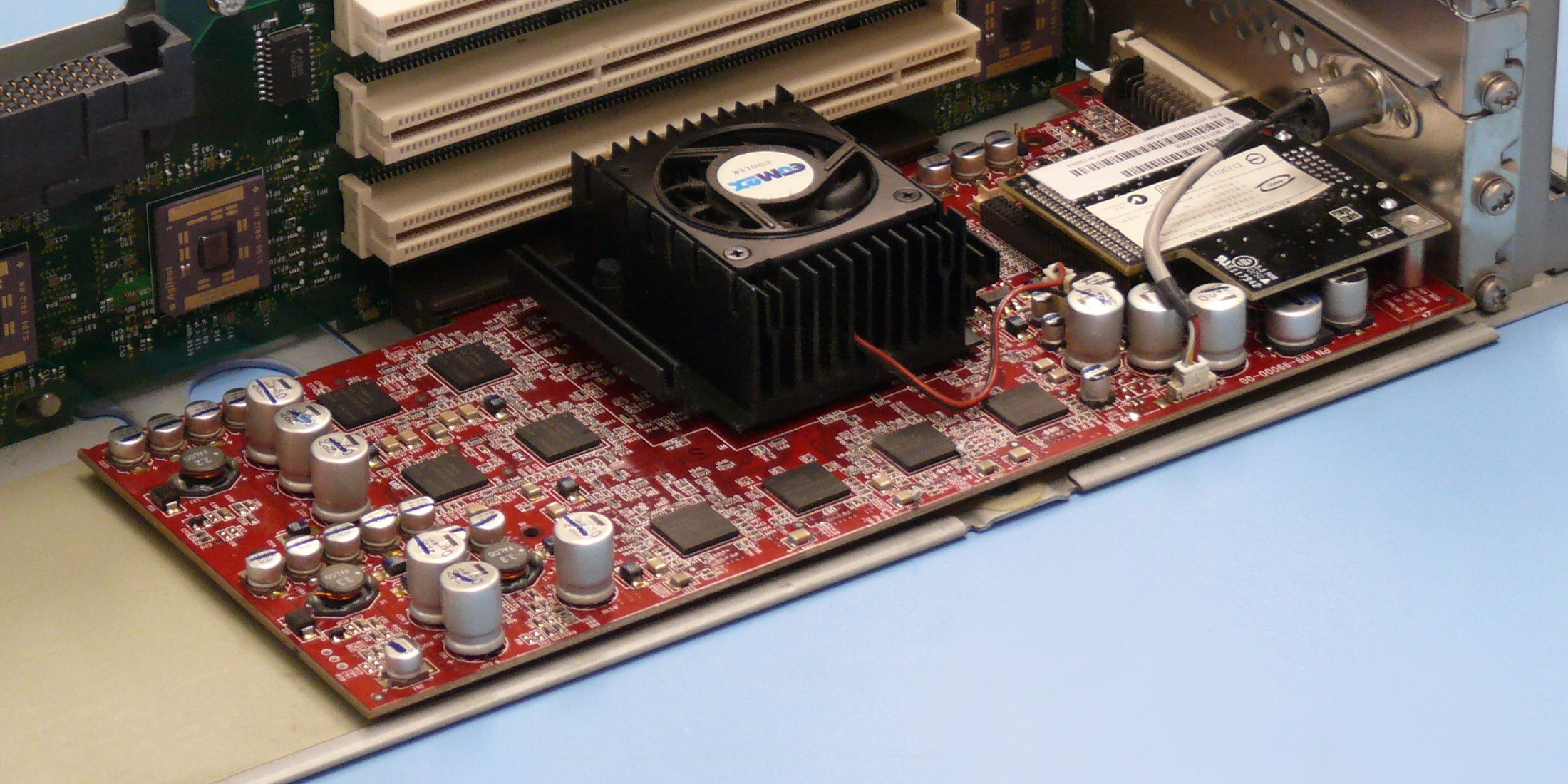
FireGL X1-256p (AGP Pro)

- FireGL 1-4 (Hardware-Design von Diamond Multimedia)
- FireGL 8700
- FireGL 8800
- FireGL E1
- FireGL T1-64
- FireGL T2-128
- FireGL Z1-128
- FireGL X1-128
- FireGL X1-256p
- FireGL X2-256
- FireGL X2-256t
- FireGL X3-256

#### ATI FireGL Visualisierung Serie

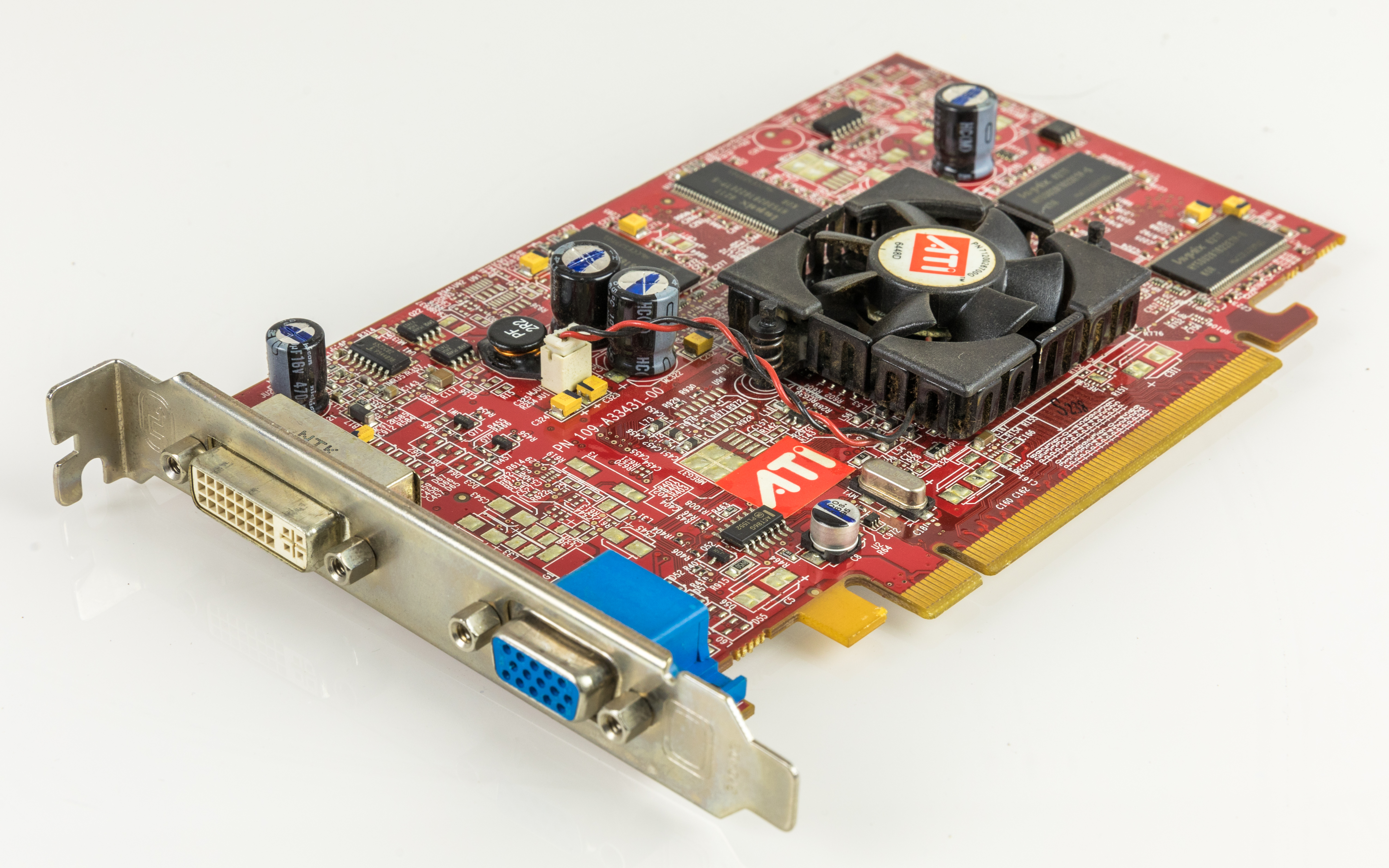
FireGL V3100

- FireGL V3100
- FireGL V5000
- FireGL V5100
- FireGL V7100

#### 2006 Serie – ATI FireGL Visualisierung Serie
- FireGL V3300
- FireGL V3350
- FireGL V3400
- FireGL V5200
- FireGL V7200
- FireGL V7300
- FireGL V7350

#### 2007 Serie – ATI FireGL Visualisierung Serie mit Unified Shader Technologie
- FireGL V3600
- FireGL V5600
- FireGL V7600 (R600)
- FireGL V7700 (RV670)
- FireGL V8600 (R600)
- FireGL V8650 (R600)

### Für Notebooks

#### AGP-basiert
- FireGL Mobility 7800
- FireGL Mobility T2
- FireGL Mobility 9000

#### PCIe-basiert
- FireGL Mobility V3100[1]
- FireGL Mobility V3200[2]
- FireGL Mobility V5000[3]
- FireGL Mobility V5200[4]
- FireGL Mobility V5250
- FireGL Mobility V5700: Radeon HD 3650 Chip[5]